# Tanbu (köpinghuvudort i Kina, Jiangxi Sheng, lat 28,12, long 114,22)
Tanbu är en köpinghuvudort i Kina. Den ligger i provinsen Jiangxi, i den sydöstra delen av landet, omkring 170 kilometer väster om provinshuvudstaden Nanchang. Antalet invånare är 36 629. Befolkningen består av 18 259 kvinnor och 18 370 män. Barn under 15 år utgör 33 %, vuxna 15-64 år 59 %, och äldre över 65 år 6,0 %.
Runt Tanbu är det tätbefolkat, med 343 invånare per kvadratkilometer. Närmaste större samhälle är Zhutan, 8,9 km sydväst om Tanbu. I omgivningarna runt Tanbu växer i huvudsak blandskog.
Genomsnittlig årsnederbörd är 2 205 millimeter. Den regnigaste månaden är maj, med i genomsnitt 372 mm nederbörd, och den torraste är oktober, med 50 mm nederbörd.